# Abou Shousha
Cet article concerne l’ancien village palestinien du sous-district de Ramle. Pour les autres Abou Shusha, voir Abu Shusha (homonymie)
Abou Shusha (أبو شوشة) était un village arabe palestinien du district de Lydda et du sous-district de Ramle, dans le sud de la Palestine, à 8 km au sud-est de Ramle.
Il fait partie des centaines de villages palestiniens dépeuplés lors de la première guerre israélo-arabe, le 9 avril 1948.

## Géographie

### Toponyme
Le nom d’Abou Shousha dérive d’un derviche qui a prié pour la pluie pendant une période de sécheresse et fut prévenu par un devin du sable qu’il serait tué s’il venait. L’eau surgit de terre (probablement à Et Tannour) et forma un bassin, dans lequel il se noya. Les habitants, ne voyant que son turban rester, pleurèrent Ya Abu Shusheh (“Oh Père du turban”).
Abou Shousha était situé sur la pente de Tell Jezer/Tell el-Jazari, communément identifié avec l'ancienne ville de Gezer.

### Terroir
Le village d’Abou Shousha est situé à une altitude moyenne de 200 m, à 8,5 km de Ramla, sur la pente sud du Tell Jazar, à la limite de la plaine côtière et des collines de Judée. Une route secondaire le reliait à la route principale Jaffa-Jérusalem.
La superficie totale des terres du village était de 9 425 dounams, dont 2896 dounams appartenant à des Arabes, 6337 dounams appartenant aux Juifs, et 192 hectares de terres publiques en 1945. Sur ces terres, 2475 dounams étaient cultivés en céréales, 54 dounams étaient irrigués ou plantés de vergers et 24 construits.

## Histoire
Abou Shousha est identifié avec l’antique Gezer. Le site a pu être occupé à partir du IVe millénaire av. J.-C., les fouilles ont mis au jour des objets du millénaire suivant. La ville, canaanénne, est entourée par une enceinte fortifiée. Thoutmosis III l’occupe en 1469 av. J.-C., et on attribue à Salomon le renforcement des fortifications, et la ville est prospère sous l’Empire perse et la période hellénistique. Des vestiges romains et paléochrétiens ont été retrouvés à Abou Shousha. Le lieu est appelé Gazara à l’époque romaine et dépendait de Nicopolis (site du village d’Amwas).
Les croisés ont appelé le lieu Mont Gisart. En 1177, les croisés remportent une victoire contre the Saladin près du village. Des céramiques et des pièces du XIIIe siècle ont été trouvées sur place,. Le site est habité au XIIIe siècle.

### Empire ottoman

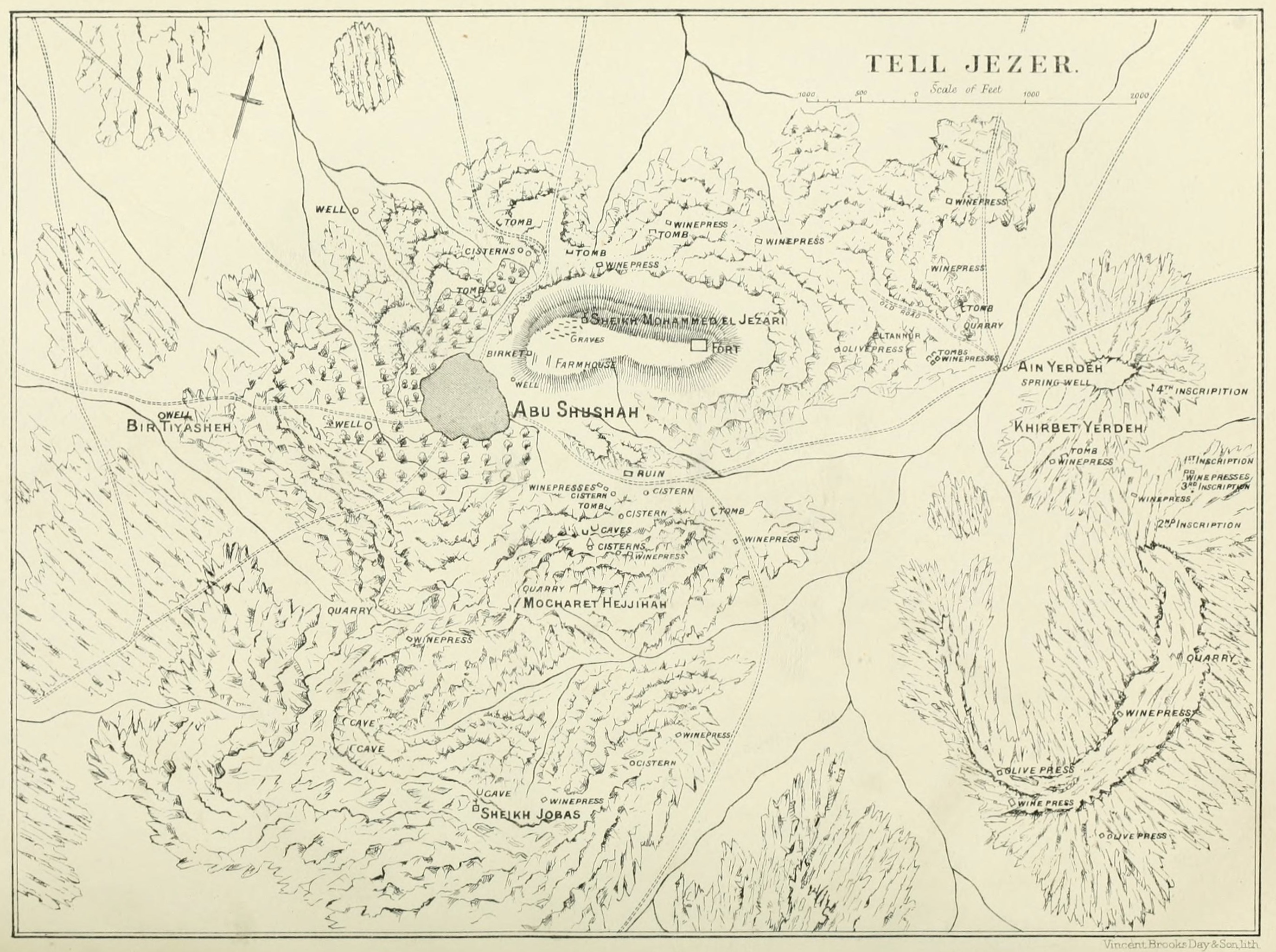
Abou Shosha dans l’enquête du PEF de 1871-1877.

Un maqam (sanctuaire) existait, peut-être construit au XVIe siècle.
En 1838, Abou Shousha est indiqué comme village musulman de la région d’Ibn Humar, dans le district d’Er-Ramleh. Edward Robinson le décrit aussi lors de son voyage dans la région en 1852.
En 1869 ou 1872, les terres du village sont achetées par Melville Peter Bergheim, protestant d’origine allemande vivant à Jérusalem. Bergheim établit une ferme moderne, utilisant les méthodes et le matériel européen. Ses droits ont été fortement contestés par les villageois, par des moyens légaux et illégaux, dont le meurtre du fils de Bergheim le 12 octobre 1885. Après la faillite de la société de Bergheim en 1892, les terres d’Abou Shousha sont gérées par un receveur du gouvernement. D’après l’enquête du Palestine Exploration Fund (PEF), la ferme de Bergheim faisait 5 000 acres (2 023,42821 ha). L’enquête du PEF décrit Abou Shousha comme un petit village aux maisons de pierre et d’adobe et entourés de haies de cactues, habité par une centaine de famille.
Elihu Grant, qui visite le village, le décrit comme "petit" en 1907. Dans les années 1910, une partie des terres est vendue aux villageois par le receveur du gouvernement, l’autre partie à la Jewish Colonization Association, qui concède un tiers des terres qu’elle a acheté afin de résoudre le différent à propos de ces terres. Après la Première Guerre mondiale, les terres entre des mains juives sont vendues à la Compagnie foncière macchabéenne, puis transférées au fonds national juif.
En novembre 1917, la 6e brigade montée britannique a affronté un détachement turc qui défendait les hauteurs autour d’Abou Shousha ; dans le combat, les Turcs ont souffert de lourdes pertes.

### Mandat britannique
Au recensement de 1922 mené par les autorités britanniques, Abu Shusheh avait une population de 603 habitants all, tous musulmans, qui augmente à 627 habitants au recensement de 1931, tous musulmans.
Le village avait une mosquée et plusieurs boutiques. Une école a été créée en 1947, avec 33 élèves la première année.
Dans les Statistiques de Village de 1945, la population d’Abou Shousha est estimée à 870 habitants,.

### Guerre de 1948

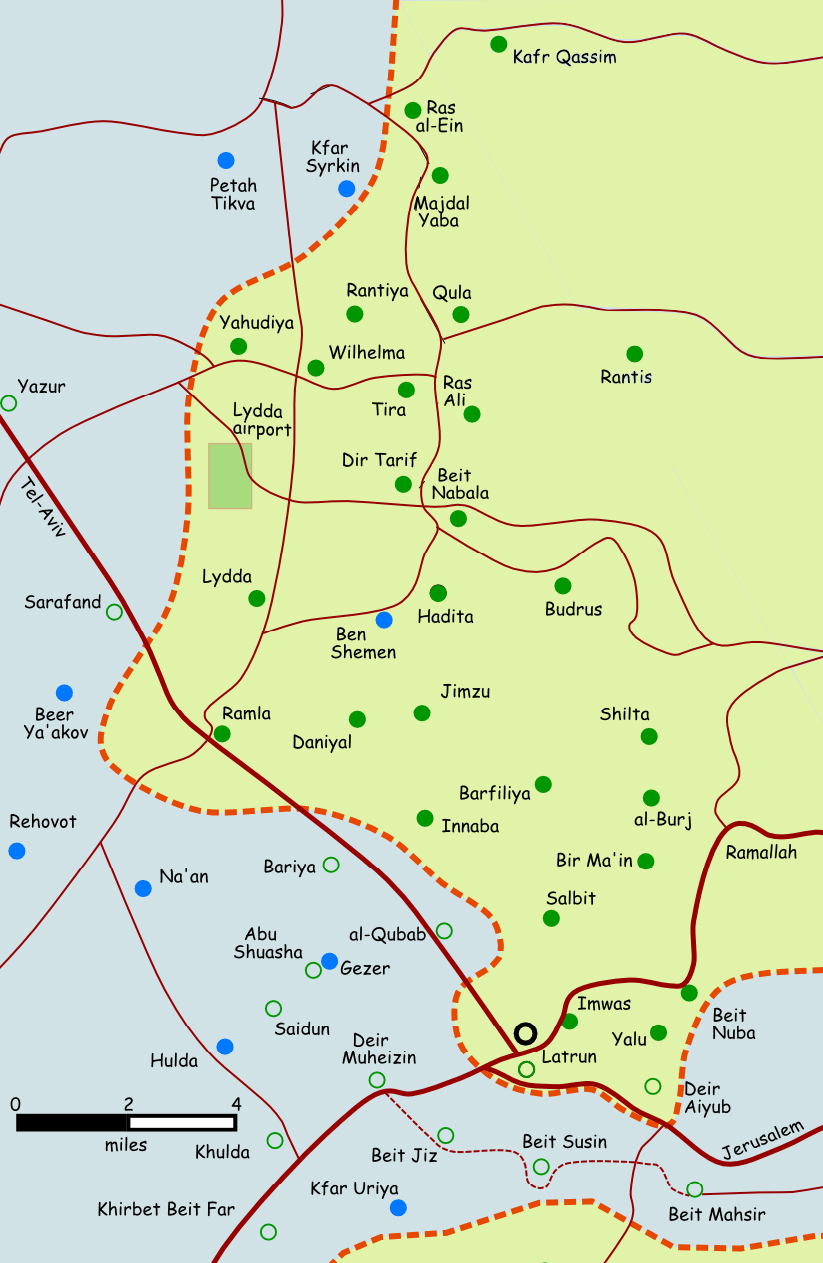
Carte des villages palestiniens conquis et expulsés (en vert) dans la zone de Lydda-Ramla (opération Dani), d’après Benny Morris et localités israéliennes implantées sur leurs terres (en bleu).

La population d’Abou Shousha est estimée à 1009 habitants en 1948.
En avril-mai 1948, pendant la guerre israélo-arabe de 1948, Abou Shousha a été attaqué plusieurs fois. Le 1er mai, la Haganah mène une « un modèle d’opération de représailes planifiée » après qu’un garde de la colonie juive de Gezer ait été tué en pénétrant sur les terres d’Abou Shousha : deux sections de la brigade Guivati entrent au village, et une maison est détruite à l’explosif. Des miliciens arabes défendant al-Qubab (en), un village voisin, interviennent et affrontent une unité de la Haganah protégeant l’opération. Au moins un Juif de la Haganah est mortellement blessé.
Un massacre a commencé le 13 mai, un jour avant la déclaration d'indépendance d'Israël. Les habitants d'Abou Shousha ont été massacrés et le village fut occupé le 14 mai, les civils qui n'avaient pas déjà fui ou été tués ont été expulsés entre avril et le 21 mai,,,. C’est encore la brigade Guivati qui mène l’expulsion au cours de l’opération Barak ; la nuit du 13 au 14, elle bombarde le village au mortier, provoquant la fuite des habitants. Les maisons sont ensuite dynamitées.

### Période israélienne
La colonie d’Ameilim est installée sur le site du village dès 1948. Le moshav de Pedaya (en) occupe une partie des terres en 1951.
En 1992, les vestiges du village d’Abou Shousha consistent en des figuiers, des cyprès, des cactus et un palmier poussant sur son site.
En 1998, le nombre de réfugiés descendant des habitants d’Abou Shousha expulsés en 1948 était estimé à 6198 personnes.